# Homeshake
Homeshake (A menudo capitalizado como HOMESHAKE) es el proyecto musical solitario del cantante, compositor y músico canadiense Peter Sagar, también conocido por haber sido el guitarrista para la banda en vivo del artista Mac DeMarco.

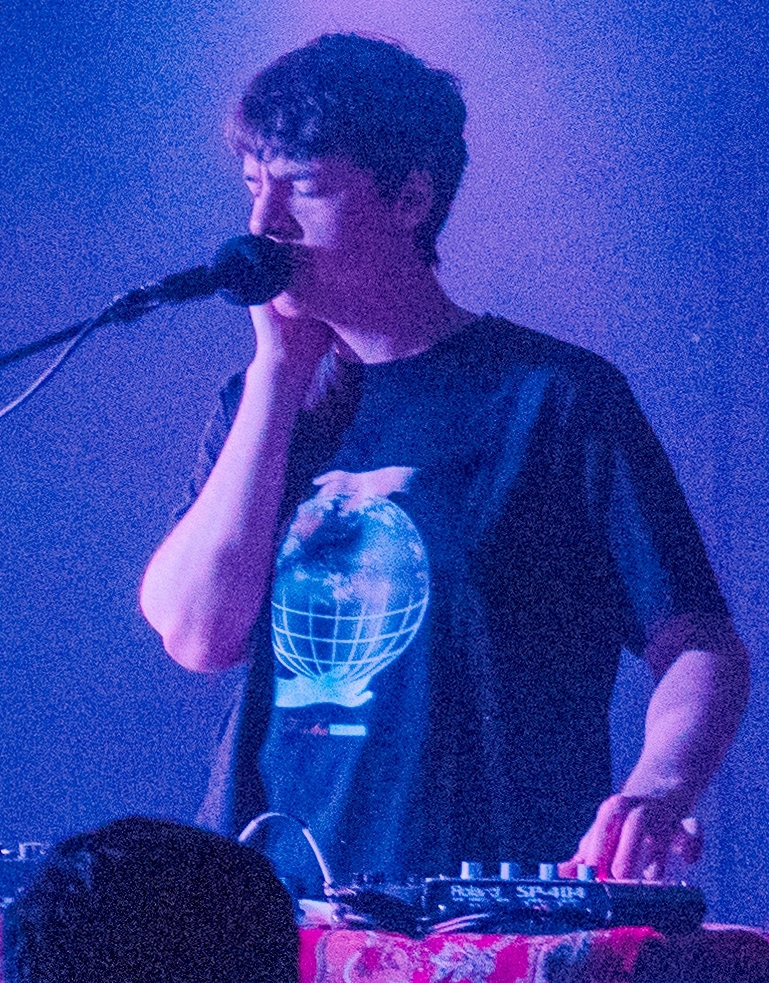
Peter Sagar, más conocido como Homeshake, en un concierto del 2019.

Presentando contribuciones de Mark Goetz, Greg Napier, y Brad Loughead, su proyecto empezó el año 2012. En el año 2014, dejó la banda en vivo de Mac DeMarco para centrarse en su proyecto, Homeshake. Fixture Records liberó su casete de debut, The Homeshake Tape en el año 2013. Esto estuvo seguido por su álbum debut, In the Shower (2014) y luego, Midnight Snack (2015). Su tercer álbum bajo el nombre, Fresh Air, fue lanzado el año 2017. En 2019 lanzó su proyecto Helium, caracterizado por una mayor presencia de sintetizadores y la ausencia de guitarras. En septiembre de 2021, Homeshake lanza su quinto álbum de estudio Under the Weather con un minimalismo sonoro que funcionó para que el expresará sus sentimientos de depresión.

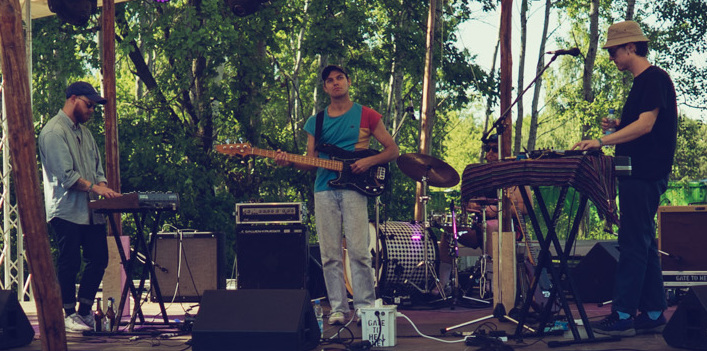
Homeshake en vivo en 2017.

Durante la pandemia del COVID-19 en el 2020, el músico canadiense Peter Sagar con su proyecto Homeshake lanzó el EP "Haircut" con una pequeña variación en el sonido [5]. Meses después lanzaría el sencillo "Sesame" junto a un vídeo musical, siendo la canción sobre su gato del mismo nombre [6].

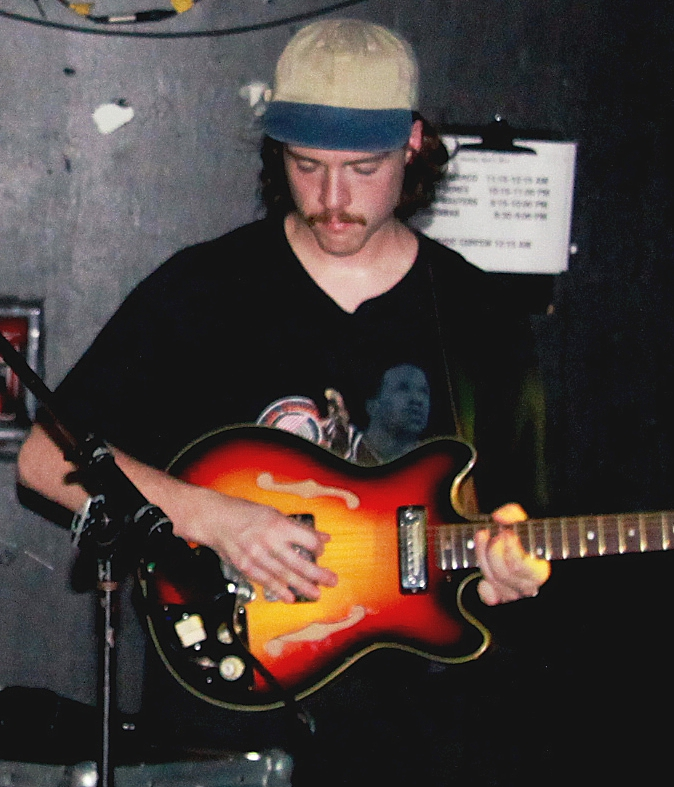
Homeshake con una guitarra Teisco en el 2014.

En 2022 Homeshake lanza un mixtape de instrumentales muy peculiar siendo este Pareidolia Catalog. 8 volúmenes de instrumentales con 3 horas de duración [7]. A inicios del 2024, Homeshake a través de sus redes sociales anunció su nuevo álbum CD Wallet que sería lanzado en marzo del mismo año. Con un sonido inspirado en el shoegaze, este álbum cautiva con su simpleza y distorsión elegante lanzando los sencillos CD Wallet y Basement [8]. Algunos meses después el anuncia por sus redes sociales su séptimo álbum de estudio Horsie lanzado el 28 de junio de 2024, con un sonido minimalista, relajante y con una variación al sonido habitual, Homeshake presenta este álbum con los sencillos Nothing 2 See, Simple y Empty Lot [9].
La música interpretada por Homeshake representa un sonido indie pop, influenciado por R&B y smooth soul con un lo-fi y estética de grabado en casa. Canta con un estilo de falseto y a lo largo de los años en su sonido fue incrementando progresivamente la presencia de sintetizadores.

## Discografía

### Álbumes de estudio
- In the Shower (2014)
- Midnight Snack (2015)
- Fresh Air (2017)
- Helium (2019)
- Under The Weather (2021)
- CD Wallet (2024)
- Horsie (2024)

### Sencillos y EP
- "Call Me Up" (2016)
- "Every Single Thing" (2017)
- "Khmlwugh" (2017)
- "Like Mariah" (2018)
- "Nothing Could Be Better" (2018)
- "Just Like My" (2019)
- "Haircut - EP" (2020)
- "Sesame" (2020)
- "VOL 4 ITEM 49" (2022)
- "CD Wallet" (2024)
- "Basement" (2024)
- "Nothing 2 See" (2024)
- "Simple" (2024)
- "Empty Lot" (2024)

### Casetes y mixtapes
- Dynamic Meditation (2013)
- The Homeshake Tape (2013)
- Pareidolia Catalog, Vols 1-8 (2022)